# Melanie Klein
Melanie Klein (Viena, 30 de marzo de 1882-Londres, 22 de septiembre de 1960) fue una psicoanalista austriacobritánica, creadora de una teoría del funcionamiento psíquico. Hizo importantes contribuciones sobre el desarrollo infantil desde la teoría psicoanalítica y fundó la escuela inglesa de psicoanálisis.

## Biografía
Melanie Reizes (quien luego adoptara el apellido Klein) nació el 30 de marzo de 1882 en Viena. Su padre, Moriz Reizes, pertenecía a una sencilla familia judía muy religiosa y residente en Leópolis, en esa época parte del Imperio austrohúngaro, actualmente parte de Ucrania. En esa época en tal ciudad (y hasta 1939, año en que se inició la Segunda Guerra Mundial) era común o muy frecuente el uso de los siguientes idiomas: ucraniano, polaco, yidis, ruso y alemán e incluso rumano. Moriz Reizes estaba destinado a ser rabino y a casarse con una joven elegida por sus padres, a la que no conoció antes de la boda. Era un hombre culto y políglota (hablaba diez idiomas). Siguió la carrera de medicina, con lo que rompió con la tradición ortodoxa impuesta por la familia. Comenzó el ejercicio de su profesión, y a los 37 años, se divorció de su primera esposa. Tres años después conoció, en Viena, a Libussa Deutsch, mucho menor que él. Esta pertenecía a una familia culta, en la cual tanto el padre como el abuelo eran rabinos. Libussa y Moriz se casaron en 1875 y se establecieron en Deutschkreutz. En 1876 nació Emilie, en 1877 Emanuel y al año siguiente, Sidonie.
La familia se trasladó a Viena, donde nace Melanie en 1882. Moriz se dedica a la odontología y su esposa abre un negocio de venta de plantas, al que atiende hasta 1907. En 1886 muere Sidonie de escrófula (variante de la tuberculosis), cuando Melanie tenía cuatro años de edad. Sidonie la había iniciado en la lectura y la matemática.

### Estudios

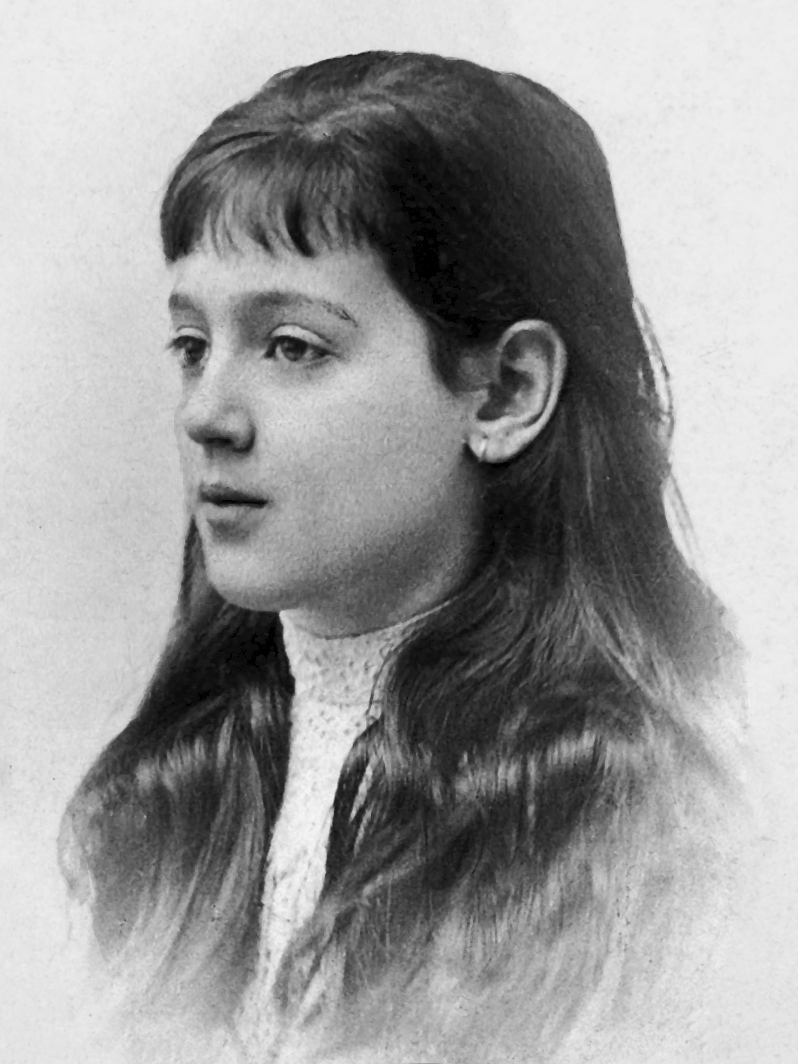
Melanie Klein c. 1890.

Su hermano Emanuel apoya a Melanie cuando, a los catorce años, decide estudiar medicina (en la rama psiquiatría) y la prepara en su ingreso al Döblinger Gymnasium de Viena.
A los 17 años Melanie Reizes se compromete con Arthur Stevan Klein, un químico industrial de 21 años, amigo de Emanuel. En esta época abandona la idea de estudiar medicina y asiste a cursos de historia y de arte en la Universidad de Viena.
A principios de 1900 muere su padre, Moriz Reizes, y a fin de ese año Emilie se casa con el médico Leo Pick. Emilie morirá en Londres en 1940.
En diciembre de 1902, Emanuel, quien hacia años estaba enfermo de fiebre reumatoidea, muere en Génova. Su relación con su hermana menor era muy estrecha y compleja.

### Familia

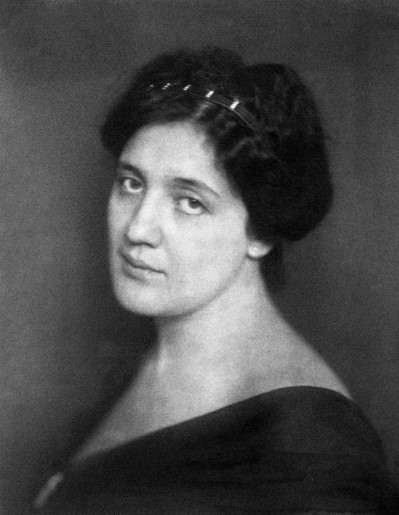
Melanie Klein c. 1912.

Melanie se casa el 31 de marzo de 1903, con 21 años recién cumplidos. Durante los cuatro años de compromiso han estado mucho tiempo separados, a causa de los estudios de Arthur. Se establecen en Rosenberg (Hungría) y al año siguiente nace Melitta. En 1906 nace Hans y un año después se trasladan a Kappitz, un pequeño pueblo, a causa del trabajo de Arthur. Melanie Klein aparece afectada por un fuerte y prolongado estado depresivo, ante lo cual su esposo consigue un traslado a Budapest en 1910. En 1913 Ernest Jones regresa a Europa y es analizado por Sándor Ferenczi, ese mismo año funda la Sociedad Psicoanalítica de Londres. El 1.º de julio de 1914 nace Erich. A fines de ese año muere Libussa, su madre, quien poseía una fuerte influencia sobre Melanie. Esto agrava su depresión e inicia su análisis con Ferenczi, interesándose además por los escritos de Sigmund Freud acerca de los sueños. Tanto Ferenczi como Arthur Klein se incorporan al ejército austro-húngaro y en 1916 el esposo de Melanie regresa como inválido de guerra, herido en una pierna. El matrimonio enfrenta graves dificultades.

### Dedicación al psicoanálisis
En 1918 asiste al 5.º Congreso Psicoanalítico Internacional, con la presidencia de Ferenczi, en el que Freud lee "Lines of Advances in Psychoanalytic Therapy". Este Congreso realizado en tiempos de guerra causa una fuerte impresión en Klein y, según ella misma recuerda: "esa impresión fortaleció mi deseo de dedicarme al psicoanálisis.
Durante el análisis con Ferenczi, éste me llamó la atención acerca de mis grandes dotes para comprender a los niños y de mi interés en ellos y alentó mucho mi idea de dedicarme al análisis de niños. (...) No he visto (...) que la educación pudiera cubrir la totalidad de la comprensión de la personalidad y que, por lo tanto, tenga la influencia que uno desearía que tuviera. Siempre sentí que detrás había algo que nunca llegué a percibir."
Ferenczi la asigna como asistente de Anton von Freund en la tarea de organizar la enseñanza del psicoanálisis en la Sociedad de Investigación Infantil.
En 1919 Jones reorganiza la Sociedad Británica de Psicoanálisis. En julio de ese año Klein expone su primer trabajo, "Der Familienroman in statu nascendi" (publicado en 1920 en I.Z.P.) por el cual es aceptada como miembro de la Sociedad Psicoanalítica Húngara, la cual estaba en un período de intensa actividad bajo la presidencia de Ferenczi.
Al poco tiempo la posición de los profesionales judíos residentes en Budapest se ve muy afectada por la situación política de posguerra. Arthur Klein no puede continuar su trabajo y se traslada a Suecia, obteniendo posteriormente la ciudadanía sueca.
Melanie Klein se traslada junto a sus hijos a Eslovaquia, donde permanece un año en casa de sus suegros.
Asiste en 1920 al 6.º Congreso Psicoanalítico Internacional, en La Haya. Conoce a Hermine von Hug-Hellmuth, quien lee su trabajo sobre la técnica del análisis infantil, y a Karl Abraham.
Abraham, presidente del Instituto Psicoanalítico de Berlín, la invita a trabajar en dicha ciudad. Klein se traslada junto a Erich.
En 1921 se concreta el divorcio de Melanie y Arthur.
En 1922 Klein se convierte en miembro asociado de la Asociación Psicoanalítica de Berlín (en ese mismo año, Anna Freud se convierte en miembro de la Asociación Psicoanalítica Vienesa).
Un año después pasa a ser miembro pleno de la Asociación Psicoanalítica de Berlín y a trabajar en el Instituto.
A comienzos de 1924 Klein inicia su análisis con Abraham, el que va a continuar hasta la muerte del mismo en diciembre de 1925.

### Aportaciones teóricas

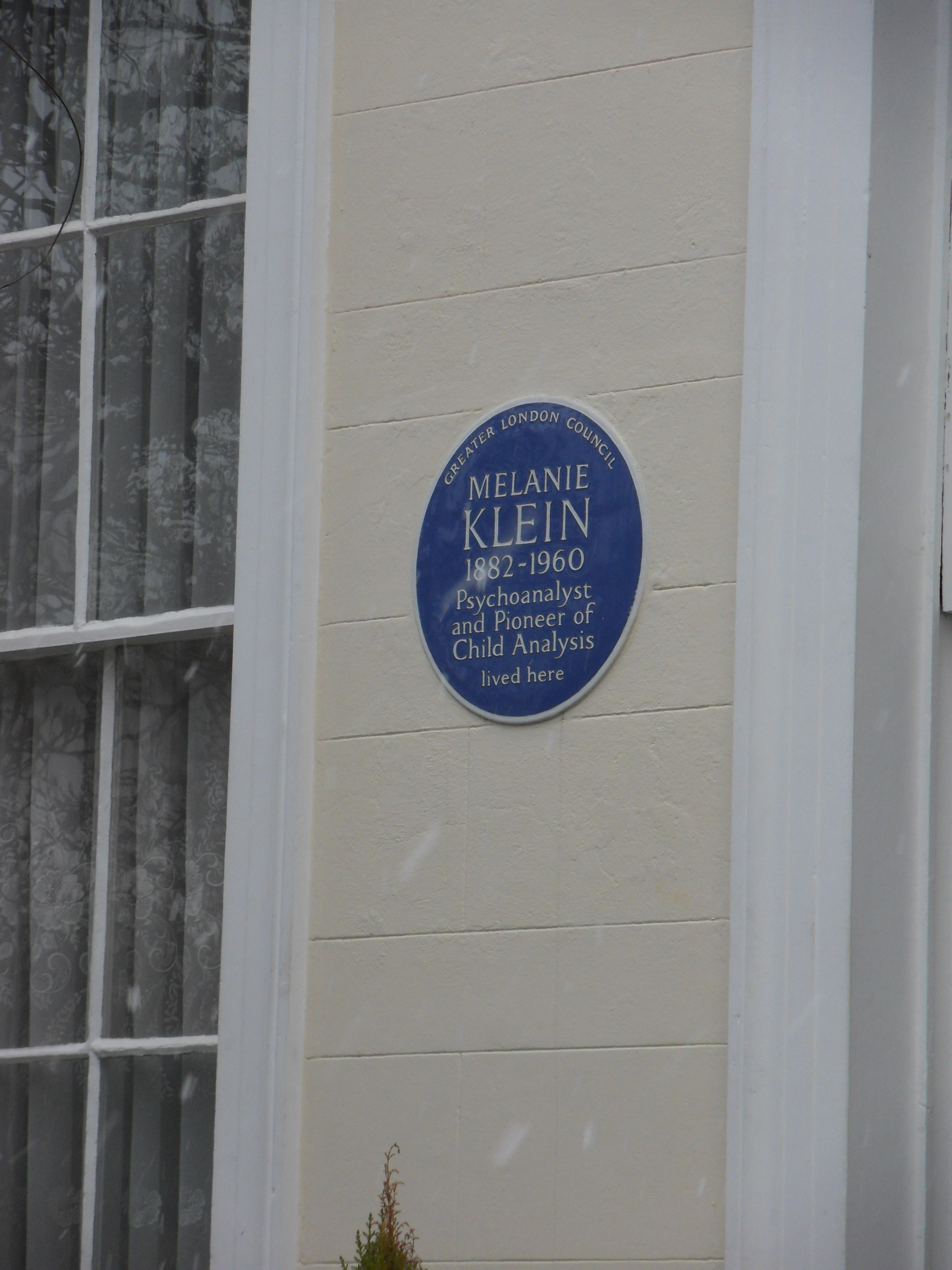
Placa conmemorativa en la casa de Melanie Klein en Londres.

Ese período es sumamente productivo, expone por primera vez ante un congreso "La técnica del análisis de niños pequeños" en el 8.º Congreso de Psicoanálisis Internacional, en Salzburgo, cuyo presidente es Abraham. Ernest Jones escucha su ponencia con sumo interés. Es también durante 1924 que presenta ante la Sociedad de Viena el trabajo "Principios psicológicos del análisis infantil" y, a fines de ese año, "Una neurosis obsesiva en una niña de 6 años" (Erna) en la Primera Conferencia de Psicoanalistas Alemanes, en Wurzburgo.
Conoce a Alix Strachey, analizanda de Abraham, la que se interesa en sus teorías y colabora en traducir al inglés algunos de sus escritos. Es a través de su esposo, James Strachey, que los trabajos de Klein llegan a la Sociedad Británica, en la que la posibilidad del análisis de niños era debatida con mucho interés. En las actas de dicha presentación constan las críticas de Edward Glover.
En julio de 1925, Klein da seis conferencias en Londres durante tres meses, invitada por E. Jones. Abraham ya estaba enfermo y había suspendido sus análisis por un período indeterminado. Es bien recibida y, entre otros, conoce a Susan Isaacs.
Luego de la muerte de Abraham la oposición a las teorías kleinianas en la Sociedad de Berlín se intensifican notoriamente. Otro factor que se agrega a la desaparición de su mentor es un episodio que repercute desfavorablemente en la aceptación de la indagación profunda del inconsciente del niño: Hermine Hug-Hellmuth, directora del Centro de Orientación Infantil de Viena, es asesinada por un familiar de 18 años, al que ella había aplicado su técnica cuando pequeño. Este caso tiene amplia repercusión pública.
Finalmente Klein decide dejar Berlín y en septiembre de 1926 llega a Inglaterra, invitada por Ernest Jones durante un año, a fin de analizar a sus hijos y a su esposa. Erich llega a Londres al poco tiempo, Hans está bajo la custodia de su padre y permanece estudiando en Berlín. Melitta se ha casado con el Dr Walter Schmideberg y estudia en la Universidad de Berlín.
E. Jones, presidente de la Sociedad Británica y gran impulsor del psicoanálisis, se interesaba en la aplicación del análisis a los niños desde 1920.
En marzo de 1927 Anna Freud habla de la técnica del análisis infantil ante la Sociedad de Berlín, en clara oposición a Klein. La contribución escrita enviada por ésta, quien aún pertenece a dicha Sociedad, no se hace circular. Anna publica Einführung in die Technik der Kinderanalyse (Introducción a la técnica de análisis de niños). En mayo del mismo año Jones organiza un simposio sobre análisis infantil entre los miembros de la Sociedad Británica. La tensión existente Londres-Viena es notoria en la correspondencia entre Freud y Jones.
Del 4 al 18 de mayo de 1927 tiene lugar el Simposio, en el cual se exponen los principales temas de la polémica entre el grupo británico y el vienés. Este acontecimiento puede considerarse fundacional respecto a la extensión del campo del psicoanálisis a los niños.
El 2 de octubre de ese año Klein es elegida miembro plenario de la Sociedad Británica. El período 1928-39 es el más productivo en la vida de M. Klein.
En 1930 Melitta, ya graduada, se radica en Londres y su participación en la Sociedad se hace intensa. Convive con su madre hasta que Jones logra que Schmiedeberg entre a Inglaterra dos años más tarde.
En 1932 se publica "El Psicoanálisis de niños", la obra más importante publicada por un miembro de la Sociedad Británica hasta el momento, en esta obra formula dos conceptos importantes en su teoría: la posición esquizo-paranoide y la posición depresiva.
Desde la perspectiva psicoanalítica de Melanie Klein, el desarrollo personal se concibe como enriquecimiento de la personalidad que se refiere a la superación de etapas tempranas de la niñez (que pueden volver a surgir en la vida adulta), la superación de los conflictos que estas etapas conllevan, como la ansiedad, culpa, envidia y logro de la gratitud, alcanzar el equilibrio con el mundo psíquico interno y el mundo externo, y desarrollar la capacidad de disfrutar de las cosas y llevar relaciones gratificantes de amor con los otros.

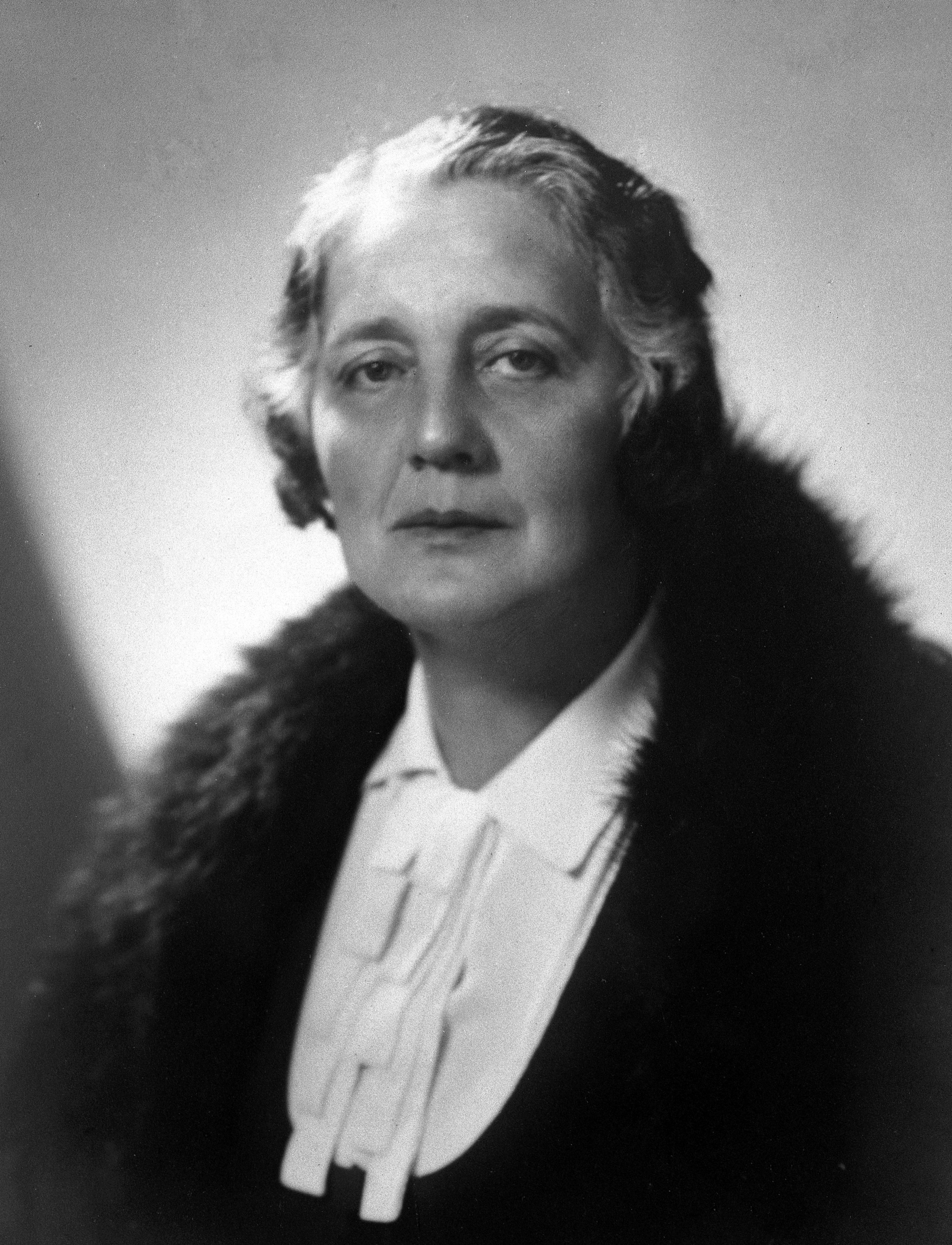
Klein.

De estos estadios tempranos, dos son los que mayor importancia tienen en la vida según Klein. El primero es la posición esquizo-paranoide que se desarrolla durante los primeros 3 a 4 meses de vida. Según Klein los seres humanos poseemos dos instintos básicos, el de vida o amor y el de muerte u odio, debido a la lucha que se produce entre estos dos instintos y el sentimiento de ansiedad persecutoria que se produce en el niño, producto del miedo de que este impulso agresivo le cause daño, el niño lleva a cabo procesos de escisión, en que el odio y la ansiedad se proyectan hacia el primer objeto de relación que posee, que es el pecho de la madre, que pasaría a ser el pecho malo, y los sentimientos de amor se proyectan en el pecho gratificador bueno (Klein, M. 1988). Luego de esta proyección, el pecho bueno y el malo son introyectados en la psiquis del niño, por lo que el yo está muy poco integrado, pues posee contenidos separados. Esta proyección y posterior introyección colaboran a que la ansiedad persecutoria vaya disminuyendo, pues el niño se siente más seguro con un pecho bueno que lo ampare, pero a la vez tiene un pecho malo, que lo persigue y persiste el miedo a la aniquilación del yo. De esta interacción entre los 4 - 6 meses se van integrando los impulsos, y la madre ya no es vista en forma escindida, sino que se incorpora como un objeto total, pasándose a la posición que Klein denomina depresiva, en la que debido a esta integración del objeto y el yo se experimenta culpa, pues el niño siente que el objeto amado ha sido dañado por sus propios impulsos agresivos; y por lo cual trata de reparar el objeto dañado. "El sentimiento de que el daño hecho al objeto amado tiene por causa los impulsos agresivos del sujeto, es para mí la esencia de la culpa. El impulso a anular o reparar este daño proviene de sentir que el sujeto mismo lo ha causado, o sea, de la culpa. Por consiguiente, la tendencia reparatoria puede ser considerada como consecuencia del sentimiento de culpa". (Klein, 1988. 45 pp).
Se realiza el 12.º Congreso Internacional de Psicoanálisis, en Wiesbaden, el último realizado en Alemania antes de la guerra y el único al que no asiste Klein; esto evita enfrentamientos con Ferenczi quien apoya a la escuela vienesa. Ferenczi muere en 1933 y ese año marca el comienzo de una época difícil en la vida de Klein. Melitta es elegida miembro pleno de la Sociedad y comienza un análisis con E. Glover. A partir de este momento se va generando una fuerte oposición de ambos a las teorías y la persona de Klein que va a tomar proporciones desmesuradas dentro de la Sociedad Británica, generándose un largo período de intensas disputas y fragmentaciones partidarias.
En abril de 1934 muere el segundo hijo de Klein, Hans, en un accidente. Esto la afectó muy intensamente. En ese año se nacionaliza inglesa, siendo esto posible por su pasaporte sueco. En 1935 se inician las conferencias de intercambio entre Londres y Viena. Anna Freud publica "El Yo y los mecanismos de defensa" (se publica dos años más tarde). En esa época comienza el período de cinco años en los que Donald Winnicott supervisa con Klein.
En 1937 se publica "Amor, Odio y reparación", de Melanie Klein y Joan Riviere. En esa época nace Michel, su primer nieto, hijo de Eric y su esposa Judy (Diana nacerá en 1942). Eric cambia su apellido por Clyne.
La preguerra intensifica las dificultades de los analistas continentales e incrementa el éxodo, comenzado en 1933 tras el incendio del Reichstag y que se dirige principalmente hacia Inglaterra. La Sociedad Británica y E Jones en especial se ocupan intensamente de la situación de los analistas continentales; que 1938 constituían un tercio de la Sociedad.
El 11 de marzo de 1938 Alemania invade Austria, el 6 de junio Freud llega a Londres. Klein le hace llegar una carta de bienvenida en la que expresa su deseo de verlo, a lo que Freud responde con una nota breve de agradecimiento, expresando que espera verla en un futuro próximo. Este encuentro no se realiza nunca. El 3 de septiembre de 1939 se declara la guerra y veinte días después muere Freud. Klein se encuentra ya en Cambridge con Susan Isaacs y al año siguiente se instala en Pitlochry, donde tiene lugar el análisis de "Richard" en 1941.
En ese período Jones se retira al campo y E. Glover pasa a ocupar el primer lugar en la Sociedad Británica. En septiembre de 1941 Klein regresa a Londres. A las polémicas en relación con puntos de la teoría se sumaban discusiones en relación con las condiciones de formación y al manejo político de la Sociedad.
En la reunión anual del 29 de julio de 1942 se acuerda realizar un encuentro mensual dedicado a la discusión de las diferencias científicas y se forma una comisión para armar el programa: Glover, Brierly y J. Strachey.
Las reuniones comienzan en octubre de ese año y se extienden a lo largo de dos años, se las conoce como las Controversias.
Klein expone su última contribución a las Controversias el 1 de marzo de 1944: "La vida emocional y el desarrollo del yo en el bebé con referencia expresa a la posición depresiva" ("The Freud-Klein controversies 1941-1945", editado en inglés en 1991 por The New Library of Psychoanalysis y en español en 2003 por Editorial Síntesis, en España). En ese momento Glover ya ha renunciado y poco después Melitta se traslada a EE. UU., donde se dedica a tratar delincuentes y toxicómanos. No volverá a verse con su madre hasta el 16.º Congreso Psicoanalítico Internacional, en Zúrich, 1949. En esa oportunidad no se hablan; de hecho nunca se reconcilian aunque hay varios indicios del profundo dolor que esto ocasiona a Klein.
Este Congreso es sumamente importante; en él es notorio el peso de los analistas norteamericanos, al punto que Jones es reemplazado en la presidencia de la Asociación Psicoanalítica Internacional (IPA). por el psiquiatra Leo Bartemeier, luego de 17 años de ocupar la presidencia. Klein vive esto como un triunfo del annafreudismo, aunque en el congreso también están los latinoamericanos que habían ido a formarse a Londres. Se encuentra con Jacques Lacan, cuyas teorías no le interesan pero sí su apoyo para la difusión de sus ideas en Francia. Acuerdan que él traducirá "El psicoanálisis de niños" al francés, lo que finalmente no se concreta y la obra de Klein aparece en las ediciones PUF en 1959, colección dirigida por Daniel Lagache.
Se edita un número especial del International Journal of Psicho- Analysis dedicado a los 70 años de Klein.

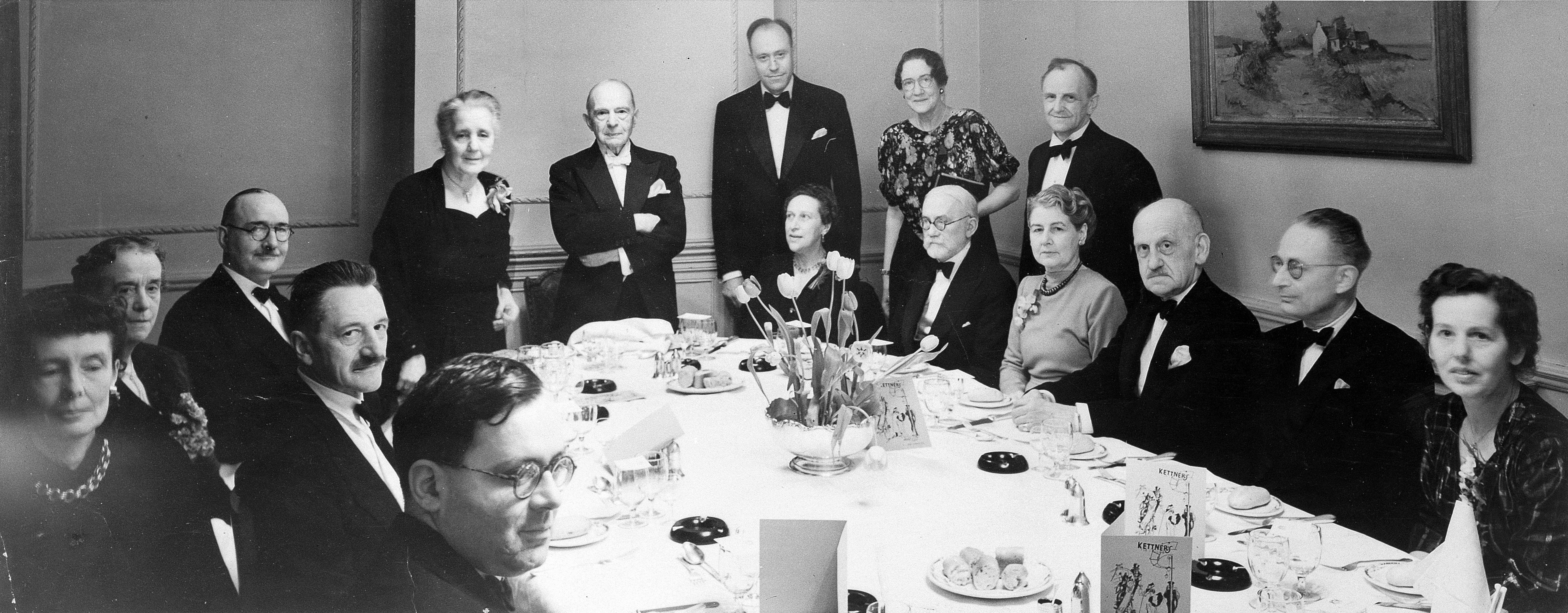
70.º aniversario de Melanie Klein, organizado por Ernest Jones, de pie a la der. de Klein en la foto, 1952.

El 1 de febrero de 1955 se funda la Asociación Melanie Klein: "...asociación que se ha formado para defender mi obra en el futuro" (Carta a Paula Heimann). P. Heimann renuncia a la Asociación Melanie Klein a fines de noviembre de ese año, luego de que la misma Klein se lo solicita. Se distancian a raíz de las teorías de Klein sobre la envidia primaria.
Esta última década fue sumamente difícil para Klein a causa de la fuerza que tenían sus opositores. Al año siguiente D W Winnicott es elegido presidente de la Sociedad Psicoanalítica Británica. En 1957 se publica "Envidia y gratitud".

### Fallecimiento
E. Jones muere en 1958, a los pocos meses de publicado el último tomo de su obra "Vida y Obra de Sigmund Freud". Klein queda muy apenada y reduce sus actividades, estando además aquejada de osteoartritis progresiva. Posteriormente se le declara una anemia y finalmente le detectan un cáncer de colon. La operan a principios de septiembre de 1960, pero sufre complicaciones y finalmente muere el 22 de septiembre de 1960.

## Obras completas
Las Obras completas de Melanie Klein fueron traducidas por Ediciones Paidós (1987-1990), volviéndose a reeditar a partir de 2016.
1. Volumen 1. Amor, culpa y reparación (1990, ISBN 84-7509-569-0; reedición 2016, ISBN 9788449332722)
2. Volumen 2. El psicoanálisis de niños (1987, ISBN 84-7509-454-6)
3. Volumen 3. Envidia y gratitud (1988, ISBN 84-7509-482-1)
4. Volumen 4. Relato del psicoanálisis de un niño (1990, ISBN 84-7509-571-2)